# Венгрия на летних Олимпийских играх 2004
На Летних Олимпийских играх 2004 года Венгрию представляло 209 спортсменов, выступивших в 19 видах спорта. Они завоевали 8 золотых, 6 серебряных и 3 бронзовых медали, что вывело венгерскую сборную на 13-е место в неофициальном командном зачёте.

## Медалисты
| Медаль  | Спортсмен                                               | Вид спорта                  | Дисциплина                              |
| ------- | ------------------------------------------------------- | --------------------------- | --------------------------------------- |
| Золото  | Наташа Янич                                             | Гребля на байдарках и каноэ | Женщины, байдарка-одиночка, 500 м       |
| Золото  | Наташа Янич Каталин Ковач                               | Гребля на байдарках и каноэ | Женщины, байдарка-двойка, 500 м         |
| Золото  | Габор Хорват Золтан Каммерер Ботонд Шторц Акош Верецкеи | Гребля на байдарках и каноэ | Мужчины, байдарка-четвёрка, 1000 м      |
| Золото  | Тимеа Надь                                              | Фехтование                  | Женщины, шпага, личное первенство       |
| Золото  | Жужанна Вёрёш                                           | Современное пятиборье       | Женщины, личное первенство              |
| Золото  | Диана Игай                                              | Стендовая стрельба          | Женщины, круглый стенд                  |
| Золото  | Команда                                                 | Водное поло                 | Мужчины                                 |
| Золото  | Иштван Майорош                                          | Борьба                      | Мужчины, греко-римская борьба, до 55 кг |
| Серебро | Золтан Кёваго                                           | Лёгкая атлетика             | Мужчины, метание диска                  |
| Серебро | Каталин Ковач Силвия Сабо Эржебет Вишки Кинга Бота      | Гребля на байдарках и каноэ | Женщины, байдарка-четвёрка, 500 м       |
| Серебро | Жолт Немчик                                             | Фехтование                  | Мужчины, сабля, личное первенство       |
| Серебро | Габор Боцко Кристиан Кульчар Иван Ковач Имре Геза       | Фехтование                  | Мужчины, шпага, командное первенство    |
| Серебро | Даниель Дьюрт                                           | Плавание                    | Мужчины, 200 м брассом                  |
| Серебро | Эстер Круцлер                                           | Тяжёлая атлетика            | Женщины, до 69 кг                       |
| Бронза  | Дьёрдь Козманн Дьёрдь Колонич                           | Гребля на байдарках и каноэ | Мужчины, каноэ-двойка, 1000 м           |
| Бронза  | Аттила Вайда                                            | Гребля на байдарках и каноэ | Мужчины, каноэ-одиночка, 1000 м         |
| Бронза  | Ласло Чех                                               | Плавание                    | Мужчины, 400 м комплексным плаванием    |

## Результаты соревнований

### Академическая гребля
В следующий раунд из каждого заезда проходили несколько лучших экипажей (в зависимости от дисциплины). В финал A выходили 6 сильнейших экипажей, остальные разыгрывали места в утешительных финалах B-E.
Мужчины
| Соревнование  | Спортсмены               | Предварительный заезд | Предварительный заезд | Предварительный заезд | Отборочный заезд | Отборочный заезд | Отборочный заезд | Полуфинал | Полуфинал | Полуфинал | Финал   | Финал   | Итоговое место |
| Соревнование  | Спортсмены               | Заезд                 | Время                 | Место                 | Заезд            | Время            | Место            | Заезд     | Время     | Место     | Время   | Место   | Итоговое место |
| ------------- | ------------------------ | --------------------- | --------------------- | --------------------- | ---------------- | ---------------- | ---------------- | --------- | --------- | --------- | ------- | ------- | -------------- |
| двойки парные | Акош Халлер Габор Бенчик | 2                     | 7:05,20               | 5                     | 1                | 6:15,60          | 1 Q              | 2         | 6:23,81   | 5 QB      | Финал B | Финал B | 11             |
| двойки парные | Акош Халлер Габор Бенчик | 2                     | 7:05,20               | 5                     | 1                | 6:15,60          | 1 Q              | 2         | 6:23,81   | 5 QB      | 6:15,39 | 4       | 11             |

### Плавание
В следующий раунд на каждой дистанции проходили лучшие спортсмены по времени, независимо от места занятого в своём заплыве.
Мужчины
| Спортсмен     | Соревнование        | Предварительные заплывы | Предварительные заплывы | Полуфиналы | Полуфиналы | Финал     | Финал     |
| Спортсмен     | Соревнование        | Результат               | Место                   | Результат  | Место      | Результат | Место     |
| ------------- | ------------------- | ----------------------- | ----------------------- | ---------- | ---------- | --------- | --------- |
| Болжидар Кисс | 400 м вольный стиль | 4:02,87                 | 38                      |            |            | Не прошёл | Не прошёл |
| Ласло Чех     | 400 м комплекс      | 4:14,26                 | 2                       |            |            | 4:12,15   |           |

Женщины
| Спортсменка    | Соревнование   | Предварительные заплывы | Предварительные заплывы | Полуфиналы | Полуфиналы | Финал     | Финал     |
| Спортсменка    | Соревнование   | Результат               | Место                   | Результат  | Место      | Результат | Место     |
| -------------- | -------------- | ----------------------- | ----------------------- | ---------- | ---------- | --------- | --------- |
| Эва Риштов     | 400 м комплекс | 4:41,20                 | 3                       |            |            | 4:39,29   | 4         |
| Жужанна Якабош | 400 м комплекс | 4:47,21                 | 15                      |            |            | Не прошла | Не прошла |